# Harold Andrews (cầu thủ bóng đá, sinh năm 1903)
Harold Andrews (13 tháng 8 năm 1903 – tháng 8 năm 1988) là một cầu thủ bóng đá người Anh từng ghi 140 bàn thắng trong 385 lần ra sân ở Football League khi thi đấu cho Lincoln City, Notts County, Barnsley, Luton Town và Accrington Stanley. Ông thi đấu ở vị trí inside left, tiền đạo trung tâm hay tiền vệ cánh trái.